# リンカーン (テレビ番組)
『リンカーン』（英称：LINCOLN）は、TBS系列にて2005年10月18日から2013年9月10日まで毎週火曜日22:00 - 22:54（JST）に放送されたお笑いバラエティ番組。レギュラー放送終了後の2014年から2019年までは毎年秋に『リンカーン芸人大運動会』として特別番組で放送された。ステレオ放送、文字多重放送を実施していた。

## 概要
「芸人の芸人による芸人のための番組」がコンセプト。放送開始から2009年3月まで使用された番組ロゴの下部に、「THE PROGRAM OF THE GEININ, BY THE GEININ, FOR THE GEININ.」と表記されていた。
第16代アメリカ合衆国大統領・エイブラハム・リンカーンがゲティスバーグ演説の中で発した有名な一節である「人民の人民による人民のための政治」をもじったもので、番組タイトル名「リンカーン」もこれに由来する。
当時のTBSのプライムタイムで放送される番組の中では珍しく、情報番組や教養番組ではない純粋なバラエティ番組であった。松本人志はラジオ番組『放送室』の中で、「『リンカーン』はすごいTBSのイメージ変えたと思うよ。別にダウンタウンがやる必要はないかもしれんけど、『リンカーン』というああいうバラエティがあるっていうのは、絶対必要やねん。ああいうの、やっとかなあかんねん」と語っている。
2005年の新春特別番組として放送された同局の新春バラエティ番組『史上空前!! 笑いの祭典 ザ・ドリームマッチ'05』を受け、「この出演者でレギュラー番組を作りたい」というスタッフの意向から本番組の立ち上げとなった。
レギュラー出演者は、『ダウンタウン汁』以来およそ13年ぶりのTBSでのレギュラー番組となるダウンタウンをメインキャストとしてさまぁ〜ず、雨上がり決死隊、キャイ〜ンの4組のお笑いコンビとすでにピン芸人での活躍が多かった山口智充（2009年3月まで）。それぞれが多くのレギュラー番組を抱える中堅芸人が共演しているのが番組の特徴である。
当初は、レギュラー陣以外にもおぎやはぎ、次長課長、品川庄司、スピードワゴン、バナナマン、フットボールアワーなどの当時の若手芸人も準レギュラーとして毎週のように多数出演し、雛壇セットによるスタジオ企画とロケ企画をほぼ半々で放送していたが、2007年ごろから徐々に雛壇での企画は少なくなり若手芸人の出演も限られていった。
番組後期は、レギュラー陣8名のみで進行する企画が多かったが、ときどき中堅から若手芸人が呼ばれる企画もあった。末期にかけては他局番組のパロディ企画・番組が増えていた（「朝までそれ正解!」「持病でガッテン」「週刊リンカーン批評」など）。
毎年、春と秋の番組改編期には「2時間スペシャル」が放送される（詳細はリンカーンの企画・コーナーを参照）。
正式なタイトルロゴは現在は隅に小さく表示されるのみ。WEBサイトや、系列各局の番組表では掲載されている（一部局はタイトルのみの局もある）。
TBSのみ2009年4月28日より事前番組予告（21:54 - 22:00）を放送していた（2010年1月26日放送終了）が新聞ラテ欄では別扱いになっていた。なお、初期は番組終了時に次回予告があったが2008年ごろから無くなった。
地上デジタル放送が全国に広がって以降も4:3のSD制作が続いたが、2009年10月13日放送分（3時間SP）の「芸人大運動会」からハイビジョン制作に切り替わった。

### 番組の終焉
2013年9月10日の2時間SPを以て、約8年間の歴史に幕を下ろした。視聴率の低迷ではなく、レギュラー陣のスケジュール調整が困難になったことが最大の理由である。事実、レギュラー陣が中堅芸人でありコンビだけでなく個人でも数多くレギュラーを持つため、全員が集まることが困難になった。そのため、集合出来るレギュラー陣だけの企画や、別撮りの企画が数多く存在していた。他にも、雛壇として出演していた当時はほぼ無名であったり、一発屋だった芸人らもリンカーンをきっかけに数多くレギュラーや冠番組を持つようになったことも原因である。

### 番組終了後
番組終了の翌年である2014年から2019年までは、特別番組として『水曜日のダウンタウン』の放送枠を拡大し、レギュラー時代に毎年秋に行っていた企画「芸人大運動会」を毎年10月ごろに、年1回放送していたが、2023年は後継番組の『ジョンソン』にて、｢ジョンソン芸人大運動会｣として新しく生まれ変わって放送している。
- 2014年10月8日（水曜日）21:00 - 22:54
 『リンカーン芸人大運動会』
- 2015年10月14日（水曜日）21:00 - 22:54
『リンカーン芸人大運動会2015』
- 2016年10月5日（水曜日）20:57 - 22:54 
『リンカーン芸人大運動会2016』
- 2017年10月4日（水曜日）20:57 - 22:54 
『リンカーン芸人大運動会2017』
- 2018年10月17日（水曜日）21:00 - 23:07[注 4] 
『リンカーン芸人大運動会2018』

- 2019年5月1日（水曜日）21:00 - 22:57 
『～令和初日お笑い祭～大復活! リンカーン×ドリーム東西ネタ合戦SP』（19:00 - 22:57）の第2部[注 5]として
  - 内容は『回転ずし大食い対決』・『東京探し物ラリー』の2本立て。

- 2019年10月16日（水曜日） 21:00 - 22:57 
『リンカーン芸人大運動会2019』[注 6]
  - 事実上の最終回。
- 2020年以降は新型コロナウイルス感染拡大の影響に加え、雨上がり決死隊のコンビ活動休止（後に解散）の影響もあり放送されていない[注 7]。

#### 後継番組
本番組の終了後もダウンタウン司会のバラエティ番組として『100秒博士アカデミー』→『水曜日のダウンタウン』が引き続き放送されているほか、2023年10月からは正式に当番組の「後継番組」と銘打った『ジョンソン』が放送開始した。レギュラーメンバーは、かまいたち・見取り図・ニューヨーク・モグライダーが務める。番組名はエイブラハム・リンカーンの次の大統領であるアンドリュー・ジョンソンが由来となっている。しかし開始当初から視聴率が低迷していたことを理由に、2024年9月30日をもって放送終了した。

## 出演者

### レギュラー
- ダウンタウン
  - 浜田雅功 - 司会進行担当。
  - 松本人志
- さまぁ〜ず
  - 三村マサカズ - 三又又三と間違えられるため「ミマタ」と呼ばれることがある。
  - 大竹一樹
- 雨上がり決死隊
  - 宮迫博之
  - 蛍原徹
- キャイ〜ン
  - 天野ひろゆき
  - ウド鈴木

### 準レギュラー
番組放送開始から放送終了まで全期に渡って出演していたメンバー。公式サイト順に列挙。
- バナナマン（設楽統・日村勇紀）
- おぎやはぎ（小木博明・矢作兼）
- 中川家（中川剛・中川礼二）
- フットボールアワー（岩尾望・後藤輝基）
- FUJIWARA（藤本敏史・原西孝幸）

#### 途中降板・途中加入した準レギュラー
一部の芸人は、途中降板後あるいは途中加入前もゲストとして不定期で出演。
- 有吉弘行：2007年 - 2010年
- 飯尾和樹（ずん）：2005年 - 2006年
- インパルス（堤下敦・板倉俊之）：2005年 - 2007年
- カンニング竹山：2005年 - 2007年
- 麒麟（田村裕・川島明）：2008年 - 2010年
- 劇団ひとり：2005年 - 2006年
- 次長課長（河本準一・井上聡）：2005年 - 2008年
- 品川庄司（品川祐・庄司智春）：2005年 - 2008年
- スピードワゴン（井戸田潤・小沢一敬）：2005年 - 2006年
- たむらけんじ：2007年 - 2010年
- 千原せいじ（千原兄弟）2007年 - 2010年
- 南海キャンディーズ（山里亮太・山崎静代）：2005年 - 2006年
- ビビる大木：2005年 - 2006年
- ブラックマヨネーズ（小杉竜一・吉田敬）：2008年 - 2010年
- ペナルティ（ヒデ・ワッキー）：2005年 - 2006年
- ほっしゃん。：2005年 - 2007年
- 春日俊彰（オードリー）
- 児嶋一哉（アンジャッシュ）
- 出川哲朗
- NON STYLE（石田明・井上裕介）
- バイきんぐ（小峠英二・西村瑞樹）
- よゐこ（有野晋哉・濱口優）
- レイザーラモンRG
- ロッチ（コカドケンタロウ・中岡創一）

### コーナーレギュラー
- 山口智充（DonDokoDon） - 2009年3月までレギュラー

### ナレーター
- 阪井あかね
- 落合隼亮 - 第1回から第26回まで
- 坂口哲夫 - リストランテリンカーン
- 奥田民義 - 芸人大運動会・芸人新年会・巨大化企画
- 田子千尋 - お笑いG6

## オープニング

### 初代（初回から2009年3月）
番組開始当初から2009年3月までのオープニングはフルアニメーションで制作されており、メンバーをデフォルメしたキャラクターが登場していた。監督・キャラクターデザインは中山大輔、制作はSTUDIO 4℃。
電影空間にあるとされる近未来都市「リンカーン」を舞台に、9人のスーパーヒーローたちが戦闘を繰り広げるという内容。最後は全員のシルエットをバックにタイトルロゴとタイトルコールが入る。

### 2代目～7代目（2009年4月から9月）
前述した通り、山口のレギュラー降板に伴い「監督・矢作兼」、「助監督・小木博明」による、TBSやフジテレビの過去の名作ドラマやアニメをパロディとしたオープニングを月変わりで放送。出演は持ち回り。ちなみに2009年6月9日 - 30日、10月-12月の間はオープニングが流れなかった。
- 4月7日 - 28日『3年B組金八先生2』主演:松本人志/テーマ曲:海援隊「人として」
- 5月5日 - 6月2日『不良少女とよばれて』主演:蛍原徹/テーマ曲:未唯「NEVER」
- 7月7日 - 28日『白い巨塔』主演:大竹一樹/テーマ曲:渡辺岳夫作曲「白い巨塔」
- 8月4日 - 11日『おそ松くん』主演:三村マサカズ/テーマ曲:細川たかし「正調 おそ松節」
- 8月18日 - 25日『水戸黄門』テーマ曲:原田龍二、合田雅吏「ああ人生に涙あり」歌唱:浜田雅功、ウド鈴木
- 9月1日 - 15日『渡る世間は鬼ばかり』テーマ曲:羽田健太郎作曲「渡る世間は鬼ばかり」歌唱:宮迫博之、天野ひろゆき

### 8代目（2010年1月から最終回）
レギュラーメンバー8名を漫画の様なタッチでキャラクター化。今回はイギリスのロンドンの夜の街が舞台になっており、浜田扮する大ボスHAMAが率いる悪の組織「ビーチ」、松本扮するMATSUが率いるスパイチームイギリス情報保安局MI5 対世界征服課とのカーチェイスバトルといった内容のアニメーションになっている。これに伴い、番組ロゴも変更されるが、企画を放送中の左上テロップには以前のロゴが使用されている。スタッフとして映画『ファイナルファンタジー』のアートディレクターを務めた瀬下寛之が監督、アニメーション監督に『猫の恩返し』監督の森田宏幸、画コンテに樋口真嗣、キャラクターデザインにSHIKACHAN（オオシカケンイチ）、音楽は高橋哲也が制作にあたっている。2010年4月以降は、数秒がカットされたバージョンになっている。

## 楽曲

### オープニングテーマ
- BT「The Revolution」（初回 - 2009年3月）
- オリジナル楽曲（作曲：高橋哲也、2010年1月 - 最終回）

### エンディングテーマ
- Sam & Dave「Soul Man」

## DVD・配信
配信
- Paravi (2019年4月24日より)

配信エピソード
- 『リンカーンVSお笑いG6 勝ったらレギュラー!! 気合で5番勝負～!!』（2010年3月2日、9日放送）
- 『～令和初日お笑い祭～大復活! リンカーン×ドリーム東西ネタ合戦SP』（2019年5月1日放送）（独占）

## スタッフ

### 2013年7月 - 最終回まで・復活特番
- 構成：高須光聖、中野俊成、長谷川朝二、堀江利幸、松本真一、興津豪乃、大井洋一、相澤昇、寺田智和、さだ
- ナレーター：阪井あかね、落合隼亮、坂口哲夫、奥田民義、田子千尋 ほか
- TM（テクニカルマネージャー）：荒木健一
- カメラ：石毛雄己
- 照明：渋谷康治
- 電飾：小林賢次
- 美術プロデューサー・デザイン：山口智広
- 美術デザイナー：石井健将、宇野宏美
- 美術制作：羽田一成
- 操作：えべすさん（胡子忠志）
- 装飾：田村健治
- 持道具：寺澤麻由美
- 装置：尻無浜宏人
- 衣装：高堂のりこ（松本担当）、北田あつ子（浜田担当）、岩崎孝典
- 車両：COM Location SERVICE
- メイク：Office MAKISE、高村明日見
- TK（タイムキーパー）：伊藤佳加
- 編集所：アンサーズ、Junesep[注 9]
- 編集：寺岡慎也、梶村昌彦 / 高橋雄人 / 橋本逸人（隔週交代）
- MA（マルチオーディオ）：岩下順
- 照明技術：ティエルシー
- 音効：石川良則、沢井隆志
- CG：カシオエンターテイメント
- ロケ技術：スウィッシュ・ジャパン
- オープニングアニメ制作[注 9]：カシオエンターテイメント
- エンディングテーマ[注 9]：Sam & Dave『Soul Man』
- MP（マネジメントプロデューサー）：内藤宏之
- 編成：福田健太郎
- 宣伝：眞鍋武
- デスク：松﨑由美
- AP（アシスタントプロデューサー）：鈴木愛子、宮本稔久（よしもとクリエイティブ・エージェンシー）、織田直也（よしもとクリエイティブ・エージェンシー）、新貝元章（ゲンカイエンターテインメント）
- 制作：中塚大悟
- ディレクター：斉藤崇、本間和美、塩谷泰孝、横井雄一郎、佐々木卓也、上田淳也、久野公嗣、三枝浩史、藤井健太郎[4]
- AD：浜田諒介、境太資、永井雄一、高井翔太朗、永瀬直哉、中村裕紀、柴田大輔、狩野宣明、佐久本貴史、関直輝、吉川司
- 協力プロデューサー：江間浩司（NET WEB）
- 演出：椎葉宏治
- プロデューサー：坂本義幸[注 10]
- EP（エグゼクティブプロデューサー）：安田淳[注 11]
- 収録スタジオ[注 9]：TBS砧スタジオ（TMC）、K1スタジオ
- スタッフ協力[注 9]：NET WEB、ラッキーぱんだ、極東電視台、シオプロ、メディア・バスターズ
- 制作協力：吉本興業、ホリプロ、浅井企画
- 製作著作：TBS

## ネット局と放送時間
| 放送対象地域  | 放送局                    | 系列    | 放送日時           |
| ------------- | ------------------------- | ------- | ------------------ |
| 関東広域圏    | TBSテレビ（TBS）          | TBS系列 | 火曜 22:00 - 22:54 |
| 北海道        | 北海道放送（HBC）         | TBS系列 | 火曜 22:00 - 22:54 |
| 青森県        | 青森テレビ（ATV）         | TBS系列 | 火曜 22:00 - 22:54 |
| 岩手県        | IBC岩手放送（IBC）        | TBS系列 | 火曜 22:00 - 22:54 |
| 宮城県        | 東北放送（TBC）           | TBS系列 | 火曜 22:00 - 22:54 |
| 山形県        | テレビユー山形（TUY）     | TBS系列 | 火曜 22:00 - 22:54 |
| 福島県        | テレビユー福島（TUF）     | TBS系列 | 火曜 22:00 - 22:54 |
| 山梨県        | テレビ山梨（UTY）         | TBS系列 | 火曜 22:00 - 22:54 |
| 新潟県        | 新潟放送（BSN）           | TBS系列 | 火曜 22:00 - 22:54 |
| 長野県        | 信越放送（SBC）           | TBS系列 | 火曜 22:00 - 22:54 |
| 静岡県        | 静岡放送 (SBS)            | TBS系列 | 火曜 22:00 - 22:54 |
| 富山県        | チューリップテレビ（TUT） | TBS系列 | 火曜 22:00 - 22:54 |
| 石川県        | 北陸放送（MRO）           | TBS系列 | 火曜 22:00 - 22:54 |
| 中京広域圏    | 中部日本放送（CBC）       | TBS系列 | 火曜 22:00 - 22:54 |
| 近畿広域圏    | 毎日放送（MBS）           | TBS系列 | 火曜 22:00 - 22:54 |
| 鳥取県 島根県 | 山陰放送（BSS）           | TBS系列 | 火曜 22:00 - 22:54 |
| 岡山県 香川県 | 山陽放送（RSK）           | TBS系列 | 火曜 22:00 - 22:54 |
| 広島県        | 中国放送（RCC）           | TBS系列 | 火曜 22:00 - 22:54 |
| 山口県        | テレビ山口（tys）         | TBS系列 | 火曜 22:00 - 22:54 |
| 愛媛県        | あいテレビ（ITV）         | TBS系列 | 火曜 22:00 - 22:54 |
| 高知県        | テレビ高知（KUTV）        | TBS系列 | 火曜 22:00 - 22:54 |
| 福岡県        | RKB毎日放送（RKB）        | TBS系列 | 火曜 22:00 - 22:54 |
| 長崎県        | 長崎放送（NBC）           | TBS系列 | 火曜 22:00 - 22:54 |
| 熊本県        | 熊本放送（RKK）           | TBS系列 | 火曜 22:00 - 22:54 |
| 大分県        | 大分放送（OBS）           | TBS系列 | 火曜 22:00 - 22:54 |
| 宮崎県        | 宮崎放送（MRT）           | TBS系列 | 火曜 22:00 - 22:54 |
| 鹿児島県      | 南日本放送（MBC）         | TBS系列 | 火曜 22:00 - 22:54 |
| 沖縄県        | 琉球放送（RBC）           | TBS系列 | 火曜 22:00 - 22:54 |

## 放送事故・ハプニング
- 2007年7月3日に放送分では花香芳秋の亀田興毅のモノマネに亀田本人から抗議があり、この「不適切モノマネ」放送の翌週の7月10日に「謝罪放送」した[8]。
- 2012年5月15日放送分にて、その1時間前に放送された『火曜曲!』の1シーンが放送されてしまった。数秒後に元の放送に戻ったが、翌日（5月16日）番組公式サイトで発表されたお知らせによると、放送機器のトラブルで発生したという見解を示している。また放送日は未定だが、後日再放送を行う旨も記載されている[9]。
- 2012年10月23日放送分では、逆に前番組『火曜曲!』内で起きた放送事故の謝罪テロップが下部に強制的に表示されたため本来のテロップが見にくくなっていた。
- 2016年10月5日放送分の芸人大運動会スペシャルでは、チーム対抗リレー対決でよゐこの有野晋哉がバトンを渡す際に転倒して左鎖骨を骨折する事故が起こった[10]。これにより有野は全身麻酔をした上で、鎖骨にプレートを入れる手術を行うことになった[10]。